# Svatováclavská záložna
Svatováclavská záložna byla družstevní záložna se sídlem v paláci Kokořovských v Praze, činná v letech 1872 až 1902. Byla zřízena Katolickou besedou na podnět kněží Mikuláše Karlacha a Klementa Borového s cílem podporovat veřejné a politické aktivity církve. Těšila se velké důvěře veřejnosti — podle předkládaných výročních zpráv prosperovala, nakupovala nemovitosti a podporovala náboženské, vlastenecké a dobročinné podniky. Ve skutečnosti ale od počátku hospodařila se ztrátou; systematickými podvody, nadměrnými dary i nevýhodnými obchody, které prováděli zejména vrchní účetní Josef Ort, starosta Jan Drozd a ředitel Václav Kohout, dosáhl schodek nakonec více než 7 milionů korun. V říjnu 1902 byla uzavřena, roku 1904 vyplatil sanační výbor většinu vkladatelů z 50 %, v roce 1910 byla vymazána z obchodního rejstříku. Čtyři úředníci (Jan Drozd, Václav Kohout, Emanuel Hercík a Bedřich Pekeländr) byli v prosinci 1903 odsouzeni za podvod a zpronevěru na třináct měsíců až 7 let vězení. Krach záložny, způsobený kombinací neprofesionality, nedbalosti, úmyslného nepoctivého jednání a nedostatečné kontroly, připravil mnoho lidí o úspory, otřásl důvěrou ve finanční ústavy a ochromil veřejné aktivity katolíků; vedl ale také k uzákonění povinných kontrol, které v následujících desetiletích zabránily opakování podobných skandálů.

## Vznik záložny a první léta
Počátkem roku 1872 se v pražské Katolické besedě projednávala možnost zřízení peněžního ústavu, zaměřeného na financování řemesel, maloobchodu a drobných rolníků. K iniciátorům patřili zejména vyšehradský kanovník Mikuláš Karlach a univerzitní profesor Klement Borový. 30. května 1872 proběhla ustavující schůze. Na první valné hromadě 12. srpna téhož roku už mohl M. Karlach oznámit, že záložna má 156 členů, 133 vkladatelů a shromáždila 60 tisíc zlatých. Činnost provozovala v pronajaté místnosti v Liliové ulici čp. 221/I.
9. dubna 1873 byl vydán zákon o výdělkových a hospodářských společenstvech. Na jeho základě přijala záložna 14. května 1874 novou společenskou smlouvu. Podle ní šlo o „společenstvo s ručením neomezeným“, tj. všichni členové ručili za závazky celým svým majetkem. Vedení bylo svěřeno osmnáctičlennému výboru, který volil pětičlennou radu. K jejím prvním členům patřili již zmíněný Mikuláš Karlach a také Jan Drozd.
V červnu 1874 záložna zakoupila staroměstský Palác Kokořovských v Řetězové ulici čp. 223/I a na sv. Havla (16. října) téhož roku se do něj přestěhovala. Byl to průchodní dům s druhým vchodem z Karlovy ulice 26, tuto adresu záložna začala užívat po adaptaci celé budovy. První patro bylo pronajato Katolické besedě. Následujícího roku byla na návrh Mikuláše Karlacha vybudována slavnostní síň pro pořádání katolických sjezdů. Záložna vykazovala zisk. Aby se ústav finančně posílil, rozhodla roku 1876 valná hromada, že veškerý zisk musí být přičítán k základnímu jmění, dokud se nedosáhne výše 5 % úvěrů, minimálně 300.000 zlatých; teprve poté může být rozdělen.
Ačkoliv to nebylo obecně známo, už v té době byly některé úvěry problémové. Neomezené ručení členů odrazovalo bohatší klienty, většinu dlužníků tak tvořili nemajetní nebo alespoň méně zámožní. V letech 1873-4 nastala hospodářská krize, která omezovala prostředky jak finančním ústavům, tak podnikatelům. Od záložny si tak půjčovali často ti, kteří už jinde nemohli. Jednalo se např. o úvěr J. S. Skrejšovskému, velmi vlivnému, ambicióznímu a podnikavému staročeskému novináři a politikovi, který byl ovšem stále ve finanční tísni. Kolem roku 1874, kdy byl uvězněn, žádal prostřednictvím advokáta dr. Daška starostu Karlacha o velkou půjčku s cílem odvrátit exekuční prodej velkostatků Zruč nad Sázavou a Zbraslavice. Karlach zprvu odmítl, protože požadovaná částka převyšovala limit 10.000 zlatých, který bylo podle stanov možno půjčit jednomu dlužníku. Po návrhu dr. Daška pak několik Skrejšovského přátel vystavilo záložně směnky, za něž záložna vydala vkladní knížky v celkové výši asi 100 tisíc zlatých; ty se pak použily jako zástava v jiných bankách. (Skrejšovský nakonec po třech letech zkrachoval, záložna přišla o úrok.) Jak se později prokázalo, v roce 1877 činil schodek již asi 100 tisíc zlatých. Ačkoliv se to veřejně neuvádělo, mnozí si byli špatné situace vědomi a na valné hromadě agitovali pro odchod M. Karlacha.

## Pod vedením Jana Drozda
11. dubna 1878 odstoupil Mikuláš Karlach z výboru a starostou byl zvolen Jan Drozd. Nastalo tak nové období. 20. dubna 1879 bylo zmírněno pravidlo pro tvorbu rezervního fondu ve stanovách; nově se k základnímu jmění připisovala jen polovina zisku do výše 100.000 zlatých. 7. října 1880 získala záložna koncesi na půjčky proti zástavě skvostů (klenotů). Z vydělaných peněz podporovala podniky katolického směru (muzejní výstavy ve svých prostorách, časopisy, dary občanským sdružením, pouť do Říma). Roku 1888 koupila tři domy v Karlově ulici, které spojila s dosavadním sídlem v Řetězové. Veřejnými aktivitami i dosahovanými výsledky si získala důvěru vkladatelů. Roku 1901 převyšovala vykazovaná aktiva 18 milionů korun. Jak se však později ukázalo, velká část byla fiktivní.

### Vnitřní struktura a hlavní aktéři
Svatováclavská záložna měla dvě oddělení:

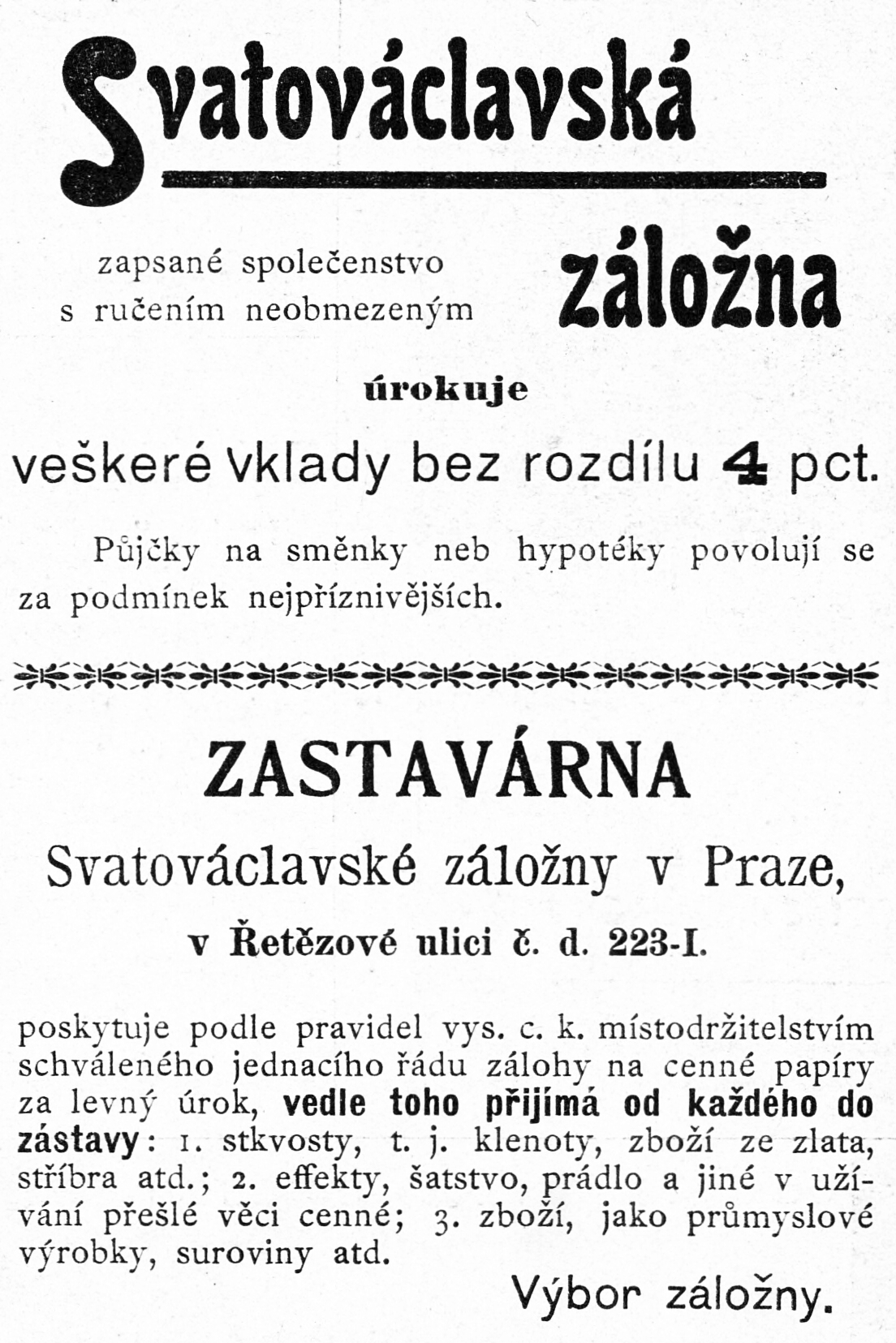
Reklama na záložnu a zastavárnu (1900)

- vlastní záložnu, která prodávala členské podíly (po 40 korunách), nakupovala nemovitosti a poskytovala na ně úvěry[5]
- zastavárnu, která poskytovala úvěry proti zástavě šatstva, skvostů a cenných papírů.[6]

Valná hromada záložny volila výbor, ten ze svých řad zvolil radu (starosta, dozorce pokladny, dozorce účtů, dozorce kanceláře a tajemník). K dalším funkcionářům patřili cenzoři, kontrolující pravost směnek, a revizoři. Funkci starosty zastával do r. 1878 Mikuláš Karlach, pak (až do 26. září 1902) kněz Jan Drozd, známý středoškolský profesor a odborný spisovatel. Výkonnou roli měl ředitel Václav Kohout, zaměstnaný v bance už od roku 1873.
Zastavárnu řídil Josef Ort. Nastoupil jako praktikant r. 1875, následujícího roku mu byla svěřena pokladna, roku 1884 se stal účetním a k 25. výročí záložny (1897) hlavním účetním. Měl svěřenu současně správu pokladny i účetních knih. Byl veřejně známý jako nezištný a obětavý mecenáš — někdy jmenovitě, jindy anonymně podporoval svými příspěvky vlastenecké a dobročinné podniky, zasedal v pražské městské radě za mladočechy, pomáhal financovat národopisnou výstavu r. 1895.
K revizorům, odpovědným za ověřování a schvalování účetních výkazů, patřili v posledních letech Jindřich Bílý (od r. 1888) a Bedřich Grünwald (od r. 1901).
Svatováclavská záložna byla zpočátku členem Jednoty záložen v Čechách, na Moravě a ve Slezsku. Roku 1900, kdy Jednota nařídila povinnou revizi účtů svých členů, z ní ale vystoupila. Krok byl zdůvodňován obavou, že se prostřednictvím revize dostanou k účtům představitelé konkurenčních záložen, kteří pak využijí důvěrných informací k odlákání nejlepších klientů.

## Objev nesrovnalostí po smrti Josefa Orta
22. března 1902 nečekaně zemřel Josef Ort. V té době měla záložna na veřejnosti dobrou pověst, nikdo nepodezíral zemřelého ani nikoho z jeho spolupracovníků ze žádných nekalých činů. Brzy se ale začaly objevovat pochybnosti. Nedůvěru vzbudila už první zpráva, že se u Orta v kapsách našla na tehdejší dobu velká částka 1924 korun v hotovosti, 185 korun ve zlatě a dále cenné papíry a směnky. 24. března požádal starosta Drozd úředníka Frühaufa, aby převzal zastavárnu. Po otevření pokladní knihy (Ort ji měl stále zamčenou ve svém stole a nikomu nedovolil do ní nahlížet) ale zjistil prakticky okamžitě falšované zápisy, nadhodnocující vydání. Informoval o tom odhadce zástav Huebra, který předal informaci Kohoutovi. Ten převzal od Frühaufa pokladní knihu a informoval ho, že našel schodek 17 tisíc, jehož zaplacení dohodl s herečkou Leopoldinou Ortovou, vdovou po Ortovi.
Členy výboru záložny o tomto konkrétním schodku nevěděli, ale začali se na základě kolujících pověstí obávat nepravostí v Ortově hospodaření. Několik členů výboru požádalo diskrétně J. Drozda, aby nařídil revizi. Ten to slíbil, ale tři týdny nic neprovedl. Na přelomu dubna a května se žádost opakovala, ale opět bez výsledků. Schůze výboru 30. května 1902 se starosta Jan Drozd neúčastnil pro nemoc; ostatní členové toho využili a požádali pátera Josefa Kyselku, aby kontrolu provedl on. Ani ten ji ale nevykonal, protože nechtěl nic provádět bez vědomí Drozda.
Když se Drozd po nemoci vrátil, rozčílil se na členy výboru za jejich opovážlivost, se kterou si dovolili nařizovat proti jeho vůli kontrolu. Výbor se ale nenechal zastrašit a nařídil Kyselkovi a dalšímu členu Kreiplovi, aby provedli revizi bez ohledů a bez meškání.
Mezitím nacházel Frühauf další nesrovnalosti a informoval o nich ředitele Kohouta. Ten ale byl z informací rozladěn a dal Frühaufovi najevo, že si nepřeje o nich slyšet („Kdo vám řekl, abyste ještě něco hledal? Co jste našel, kde je to, zahoďte to!“). Frühauf se snažil najít zastání u revizora účtů Jindřicha Bílého, ale ani u něho nepochodil. (Podle jeho tvrzení mu Bílý odpověděl: „Ty listy spalte, pryč s tím a už nic nehledejte!“; Bílý tento výrok ale u soudu popřel.)
Úředníci Kreipl a Frühauf pokračovali v revizích a našli schodek 188.600 korun, o kterém informovali starostu Drozda. Když ale přišel na kontrolu páter Kyselka, nařídil ředitel Kohout Frühaufovi, aby před obnos 74.000 korun připsal „2“, čímž se ztráta zakryla. Kyselka tak mohl prohlásit, že je vše v pořádku. Frühauf ho ale poté o tomto podvodu informoval. Kyselka se pokoušel získat chybějící peníze z Ortova dědictví, když ale zjistil, že je předluženo, odstoupil 18. července 1902 z výboru. (Kyselka byl členem správní rady od roku 1888; od roku 1890 byl dozorcem kanceláří, tj. nadřízeným všech úředníků. U soudu přiznal, že práci svých podřízených v minulosti řádně nekontroloval; nebyl ale ze zpronevěry obžalován ani odsouzen.)
Po Frühaufově informaci o podvodné kontrole bylo nařízeno revizi opakovat. 21. srpna 1902 byl odvolán dosavadní kontrolor Jindřich Bílý a na jeho místo přijat do té doby neznámý Otomar Šetina. Poté byl odvolán ředitel Kohout a 26. září i starosta Drozd, na jeho místo nastoupil farář Karel Vondruška. Kontrola prokázala, že ke konci roku 1901 byla rozvaha zmanipulována tak, že vklady byly oproti skutečnosti nižší o 1.303.761 korun a úvěry vyšší o 5.894.294 korun, celkový schodek tedy činil přes 7 milionů korun.

## Příčiny schodku
Podle obžaloby došlo k tak vysokému schodku kombinací čtyř příčin:
- zpronevěra hotových peněz v zastavárně, za kterou byl odpovědný převážně Josef Ort
- nedbalé hospodaření — půjčování velkých částek předluženým osobám, nadměrný nákup nemovitostí, přejímání prodělečných podniků
- úmyslné zakrývání ztrát účetními triky
- nadměrné dary — odměny vybraným členům vedení, příspěvky katolickým organizacím apod.

Hlavní roli ve ztrátovém hospodaření měl Josef Ort. Navenek dělal ten nejlepší dojem; například páter Drozd jej považoval za geniálního člověka a vynikajícího úředníka. Velmi se přátelil s ředitelem Kohoutem. Společně v záložně pořádali hostiny (které vždy platil Ort), někdy i spojené s nadměrným pitím alkoholu a návštěvami „společnic“. Ort rovněž nakupoval domy a věnoval mnoho darů na různé účely. Životní styl financoval prostřednictvím podvodů; naprostá většina padělků pocházela od něho.
Od roku 1872 pracoval v záložně Roman Čáslavský. Roku 1882 byl propuštěn — pro zpronevěru (podle Kyselky) nebo nedbalost (podle Drozda). Dostal ale dobrý posudek a ihned přijal místo v Malostranské záložně. Tam zanedlouho způsobil schodek, který pak spláceli Ort s Kohoutem, a poté, kdy Čáslavský už nepracoval, ho až do smrti (6. března 1900) podporovali pravidelnými platbami. Podle obžaloby si tím zajišťovali jeho mlčení.
Ředitel Kohout věděl o Ortových podvodech, kryl je a využíval z nich vytěžené prostředky. Rovněž si přivlastnil část darů, určených různým spolkům. Když výbor záložny odhlasoval příspěvek některému sdružení a to se o něj včas nepřihlásilo, příspěvek často „propadl“ a ponechal si jej Kohout.
Starosta Drozd odepisoval části svých půjček proti fondu pro krytí ztrát; u soudu ale tvrdil, že to byla iniciativa ředitele Kohouta. Půjčoval rovněž prostředky záložny svému předluženému bratru Vilémovi a schvaloval řadu nevýhodných investic a darů. Na svou obhajobu uváděl, že nebyl finančním odborníkem, spoléhal se na Orta a Kohouta a výdaje schvaloval jen proto, že se z účetních výkazů domníval, že záložna je prosperující. Podle obžaloby byl ale dominantní osobností, prakticky „neomezeným vládcem“ záložny, kterému se ostatní neodvážili oponovat, jak se projevilo např. při provádění kontroly r. 1902.
K nevýhodným obchodům se řadila například půjčka Bedřichu Tvrzskému a jeho manželce Anně, kteří vybudovali v Železnici u Jičína nejprve kasárna pro stráže valdické věznice, po jejich opuštění pak tkalcovnu. Vlivem konkurenčního boje ale tento závod upadal. Úvěr i s úroky dosáhl nakonec 77.800 korun, přičemž výtěžek z exekuce r. 1900 přinesl jen 23.730 korun. Drozd byl obviňován, že od Tvrzských přijímal úplatky, ten to však popíral.
Záložna se angažovala i v katolickém tisku. Od února 1882 do dubna 1888 vycházel Pražský týdeník, jehož vlastníkem byl zpočátku Jan Drozd, místo redaktora zastával Václav Kalbáč. List byl ve ztrátě, financovala jej záložna. Od roku 1888 vycházely Pražské večerní noviny (později přejmenované na Večerní noviny), které od ledna 1897 splynuly s časopisem Čech a nakonec s Katolickými listy, nákladem Katolického družstva sv. Vojtěcha. Záložna jim platila 2000 zlatých ročně, aniž by to bylo zapsáno v protokolu o schůzích výboru.
Aby se zakryly ztráty z podvodů a špatného hospodaření, docházelo k účetním manipulacím. Jednou z nich byl „účet záloh“, na který se převáděly pochybné pohledávky, například 60.000 zlatých za neprodané „Zlaté bible“, které předtím záložna nákladem 70.000 zlatých financovala. Zisky byly potřebné, aby bylo možné platit odměny, dividendy a dary.
Docházelo i k machinacím s poštovným (výdaje zjevně neodpovídaly množství korespondence, které by bylo vzhledem k rozsahu činnosti obvyklé).
Podvody prováděli i nižší úředníci, zejména pokladní Emanuel Hercík a Bedřich Pekeländr, jimž se prokázalo, že defraudovali vklady (potvrzovali je vkladatelům, ale nezapisovali do pokladní knihy a peníze si ponechávali).

## Pád záložny
Počátkem srpna 1902 se informace o zjištěných podvodech dostaly na veřejnost; klerikální kruhy se ale snažily uklidnit situaci poukazem na to, že částka je relativně malá a podaří se ji uhradit. V říjnu téhož roku byla záložna uzavřena a zahájeno vyšetřování; hned v prvních dnech bylo zatčeno několik úředníků, včetně Kohouta a Drozda. V následujících měsících bojoval sanační výbor, vedený Karlem Vondruškou, o vypořádání závazků bez vyhlášení konkurzu, který by znamenal pro členy záložny nutnost vyplatit věřitelům plnou hodnotu závazků až do výše celého svého majetku. Pomoc nabídl mimo jiné Mikuláš Karlach, tak, že organizoval vznik nové záložny „Důvěra“. Nevstoupul však do výboru, protože podle názoru arcibiskupa by žádný kněz neměl být členem vedení této finanční instituce. Prostřednictvím této záložny pak v dubnu a květnu poskytly české peněžní ústavy dostatečnou částku, pomocí níž bylo možné vyplatit 50 % hodnoty všech vkladů. Lhůta k přihlášení byla 10 dní, s tím, že zpráva varovala, že v případě odmítnutí by vkladatel mohl právní cestou vymoci maximálně 30-40 %. Naprostá většina vkladatelů na tuto nabídku přistoupila, s výjimkou 20 vkladních knížek s hodnotou asi 45.000 korun. V následujících měsících a letech pak probíhaly soudní spory s některými členy záložny o splacení „repartice“, tj. podílu na ztrátě (z důvodu neomezeného ručení) ve výši 300 korun za podíl. Někteří se placení úspěšně vyhnuli poukazem na to, že jejich členství skončilo před úpadkem. Po ukončení všech sporů a vypořádání majetku byla záložna v květnu 1910 vymazána z obchodního rejstříku.

## Trestní postih úředníků

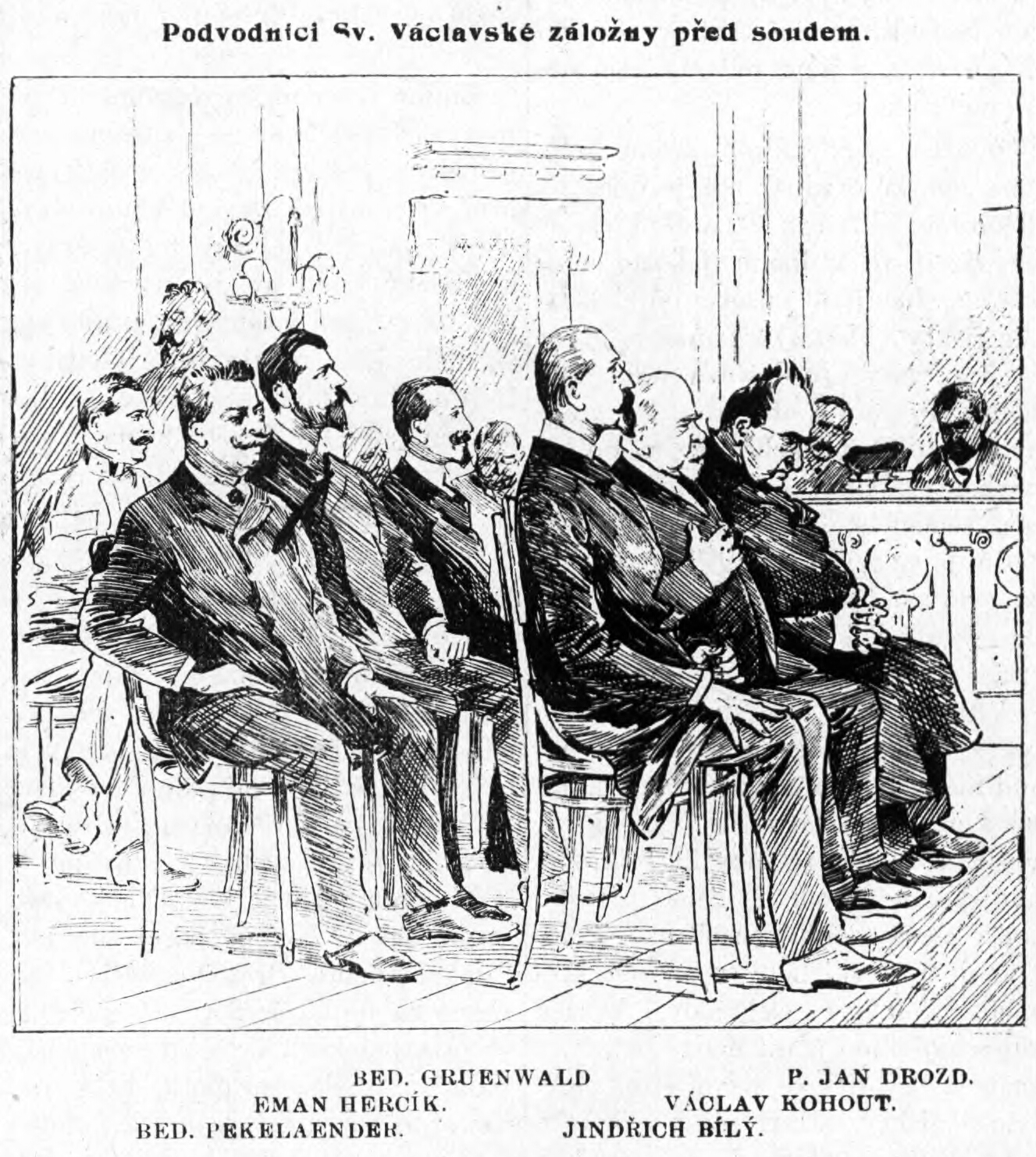
Obžalovaní funkcionáři před soudem

V listopadu a prosince 1903 se v Praze konalo trestní řízení proti představitelům záložny. Obžalováni byli:
- Jan Drozd (věk 66 let), starosta, pro podvod a zpronevěru
- Václav Kohout (57 let), ředitel, rovněž pro podvod a zpronevěru
- Jindřich Bílý (47 let), revizor, pro spoluvinu na podvodu a zpronevěře
- Bedřich Grünwald (29 let), revizor, pro spoluvinu na podvodu
- Emanuel Hercík (34 let), vrchní účetní a pokladní, pro zpronevěru
- Bedřich Pekeländr (33 let), účetní, pro zpronevěru.

Podle žalobce věděl Drozd, že záložna je předlužena, nic však nepodnikl. Sestavil výbor z oddaných lidí a vědomě předkládal nesprávné bilance valné hromadě. Ort a Kohout prováděli podvody, přičemž revizor Bílý je zakrýval. O spoluvině Bílého podle žaloby svědčilo i to, že Ort po jeho nástupu nakrátko přestal provádět podvody, ale brzy opět začal — zřejmě po vzájemné dohodě obou. Pokud jde o Herciga a Pekeländra, tvořili „druhé konsorcium“, které ze záložny vyvádělo peníze. Obhájce Kohouta popíral vinu svého klienta — ke škodám došlo již dávno a podvody prováděli jiní. Nejsilněji popíral advokát vinu Drozda: Podle něj byla už za Karlacha ztráta kolem 200.000 korun, možná až k milionu. Ztráty se navýšily například i tím, že z neexistujících zisků byl zaplacen milion na daních. Starosta nebyl dozorcem, nikdo z podřízených si mu nestěžoval. Hlavním viníkem byl podle něj Ort; ten však byl za života celebritou a jeho pohřeb se okázalostí a účastí významných osobností vyrovnal např. pohřbu F. L. Riegra. Pokud byl Ort schopen oklamat širokou veřejnost, neměl podle advokáta šanci ani starosta záložny. Drozdovou chybou prý bylo pouze to, že přijal zodpovědné místo v peněžním ústavu, ačkoli nerozuměl účetnictví.
12. prosince 1903 vynesl soud rozsudek:
- Václav Kohout k 7 letům těžkého žaláře
- Jan Drozd rovněž k 7 letům těžkého žaláře
- Emanuel Hercík ke 2 letům těžkého žaláře
- Bedřich Pekeländr ke 13 měsícům těžkého žaláře,

u všech zostřeným půstem jednou za čtvrt roku.
Zbylí dva (revizoři Jindřich Bílý a Bedřich Grünwald) byli propuštěni na svobodu.

## Důsledky
Po krachu Svatováclavské záložny přišlo mnoho lidí o úspory. Například farář Jan Boček z Kozmic u Benešova ze ztráty části vkladu zešílel a skončil v léčebně v Kosmonosích. Jistý člen záložny se zase pomátl poté, co zjistil, že jako majitel 400 podílů, které si dosud cenil na 16.000 korun, bude naopak muset vyplatit odškodné ve výši 120.000 korun. Krach záložny rovněž ochromil veřejné aktivity katolické církve.
Aby se podobné případy neopakovaly, přijala rakouská vláda 10. června 1903 zákon č. 133 o revizi výdělkových a hospodářských společenstev a jiných spolků, který ukládal povinnost nezávislé kontroly účtů nejméně jednou za dva roky. Měl ji vždy provádět ustanovený revizor ze svazu spolků, kterého bylo společenstvo členem, a pokud tento svaz byl příliš malý nebo se společenstvo neúčastnilo v žádném, pak revizor jmenovaný obchodním soudem nebo zemským politickým úřadem. O dva týdny později k němu bylo vydáno prováděcí nařízení č. 134. Opatření byla účinná; jak řekl senátor Ferdinand Jirásek v prosinci 1922, v důsledku zákona došlo ke konsolidaci a posílení družstevnictví.